# Епархия Карупано
Епархия Карупано (лат. Dioecesis Carupanensis) — епархия Римско-католической церкви с центром в городе Карупано, Венесуэла. Епархия Карупано входит в митрополию Куманы. Кафедральным собором епархии Карупано является церковь святой Розы Лимской.

## История
4 апреля 2000 года Папа Римский Иоанн Павел II издал буллу «Plerique sacrorum», которой учредил епархию Карупано, выделив её из архиепархии Куманы.

## Ординарии епархии
- епископ Мануэль Фелипе Диас Санчес (4.04.2000 — 10.12.2008), назначен архиепископом Калабосо;
- епископ Хайме Вильярроэль Родригес (с 10 апреля 2010 года).